# Casa Agustí Atzeries
La Casa Agustí Atzeries és una obra eclèctica de Barcelona inclosa a l'Inventari del Patrimoni Arquitectònic de Catalunya.

## Descripció
La Agustí Atzeries està ubicada a l'illa d'habitatges del districte de Gràcia, delimitada pels carrers Milà i Fontanals, Llibertat, Fraternitat i Josep Torres. Disposa d'una única façana exterior afrontada al carrer Josep Torres, on s'ubica l'accés principal, i una façana interior afrontada al pati de l'illa.
Es tracta d'un edifici entre mitgeres de planta rectangular, amb una estructura en alçat que comprèn planta baixa i dos plantes pis coronades per un terrat pla transitable. El parament combina la utilització del maó vist i els ornaments de pedra.
La façana presenta tres eixos d'obertures formant una composició axial al voltant de l'accés principal. La planta baixa s'obre al carrer per mitjà de tres grans portals resolts amb arcs escarsers. També hi ha dos finestres rectangulars que podrien formar part d'una construcció anterior. El portal central, més petit que els laterals, dona pas a una zona de vestíbul i una caixa d'escales central. A la primera planta les obertures s'obren a un balcó corregut amb barana massissa de pedra, i al superior a balcons individuals amb voladís tancat per una balustrada, emmarcats per pilastres i coberts per un sobresortint entaulament, amb un frontó central circular. L'edifici és rematat per una prominent cornisa alta ornada per un frontó al centre i florons als angles. A la base del frontó apareix esculpida la data de construcció de l'edifici, 1892.
Amb una línia eclèctica impermeable a tota solució modernista el conjunt assoleix coherència i espectacularitat. L'ornamentació articula la façana amb profusió d'escultures, panys de maó vist i, entre les obertures del principal, plafons pintats amb figures (actualment desaparegudes). L'aspecte mefistofèlic d'una d'elles podria ser el motiu que ha donat a l'edifici el pintoresc nom de Casa del Diable. Segons Madurell, però, les figures representades es referien al·legòricament a la Comèdia, el Drama i la Sarsuela. En canvi si es conserven tres petits diabòlics caps que coronen els portals de la planta baixa.

## Història
L'actual aspecte de l'edifici data de 1892, quan Joan Baptista Pons i Trabal realitzà la radical reforma de la construcció preexistent.